# コルトン・ハリス＝ムーア
コルトン・ハリス＝ムーア（Colton Harris-Moore、1991年3月22日‐）またはコルトン・ハリスムーアは、窃盗犯並びに逃亡者として知られたアメリカ合衆国（米国）国籍の白人男性である。2008年4月から2010年7月にかけて米国の少なくとも6州とカナダで窃盗と逃走を繰り返し、主にインターネット上で若者らに注目された。複数の犯行現場に裸足の足跡を遺したので「裸足の泥棒」（はだしのどろぼう）を意味する「Barefoot bandit」とか「Barefoot Burglar」と呼ばれ、逮捕後に20世紀フォックスによってその逃亡生活を描く映画制作が開始された。

## 生い立ち
ハリス＝ムーアは、米国ワシントン州カマーノ島の出身である。麻薬に溺れていた実父は彼が2歳のときに蒸発、継父も7歳の頃に亡くした。アルコール使用障害で男性遍歴も多かった母親は息子を虐待した疑いも持たれ、家庭ではしばしば母子が罵りあう様子も見られたという。幼馴染の証言では「本当は良い人」だというハリス＝ムーアは、8歳のとき盗みを覚え、12歳で初めて逮捕された。2007年には住居不法侵入や強盗もしくは窃盗など3件の罪で懲役3年の実刑を受け、更生施設に収容された。

## 「裸足の泥棒」
2008年4月、ハリス＝ムーアは収容先の更生施設から脱走（脱獄）した。同年7月18日にはカマーノ島でメルセデス・ベンツの盗難車を運転しているのを警察官に発見され追跡を受けたが、走行中の車両から飛び降りて森の中へ逃走した。遺された車内には盗品が積まれており、その一つであるデジタルカメラには、ハリス＝ムーア自身が撮影した彼の顔写真が記録されていた。口元に微かな笑みを浮かべるこの写真は、後の報道やファン活動で頻繁に使われ、彼の肖像としてよく知られた。ハリス＝ムーアはしばらく同島の森林に潜伏し、周辺の3郡では彼の仕業と思しき窃盗被害が50件ほど相次いだという。
ハリス＝ムーアが注目を浴びた理由の一つに、自動車やモーターボートばかりか軽飛行機をも盗んで使用したことが挙げられる。2008年10月にアイダホ州から盗み出された自家用機がカスケード山脈で墜落した事件では駐機されていた格納庫に裸足の足跡が遺されており、操縦者は山林に逃げ込み行方をくらました。このように彼が盗んだと目される航空機は最終的に計5機にも及び、その中にはKZOK-FMラジオの司会者Bob Rivers所有のセスナ 182も含まれた。ハリス＝ムーアは航空機の操縦訓練を受けたことが無く、彼自身は後にバハマにおける裁判で「（航空機の操縦法は）幼い頃から知っていた」とうそぶいたが、実際は侵入先で航空機の操縦に関するwebサイトを閲覧したり、盗んだキャッシュカードを使いインターネットを通じて入手したマニュアルを読むなどして独学で操縦法を覚えたと考えられる。ハリス＝ムーアの母親は、「アルベルト・アインシュタインに匹敵する知能指数を持つ息子が飛行機の操縦をしても不思議ではない。（その時点で彼の犯行と断定されていなかった航空機窃盗が）息子の仕業ならば、誇りに思う」と語った。
ハリス＝ムーアは犯行現場に多くの痕跡を、時には故意に残すことがあった。侵入した家屋内や乗り物内に裸足の足跡を遺し「Barefoot bandit」「Barefoot Burglar」とあだ名されたほか、2010年2月に侵入したワシントン州の食料品店では自らチョークを使って足形を描いたり、同年6月には同州内の動物病院に「余分な現金を動物の世話に使って欲しい」旨と本名に「裸足の泥棒」の署名をした書き置きと共に100ドル札を遺したりした。一方、2009年9月にはサンフアン諸島において盗みを試みるハリス＝ムーアの姿が監視カメラに撮影されたり、現金自動預け払い機から2500ドルを盗んだ際に負傷して血痕を残しDNA型鑑定によって彼の犯行と知られるなど不手際もあったが、それでも警察や1万ドルの報奨金を懸けて彼の行方を追うFBIの追及をかわし続けた。
2010年7月3日夜から翌4日朝にかけ、ハリス＝ムーアはインディアナ州・ブルーミントンの飛行場から一機のセスナ400を盗み、その飛行機を操縦してバハマまで1760kmも飛んで不時着した。米側からの通報を受けて4日に同機を発見したバハマ当局は操縦者の捜索を開始、一週間後の7月11日にエルーセラ島付近で盗難ボートに乗ったハリス＝ムーアを発見し、逃走を図るボートのエンジンを銃撃して立ち往生させ彼を逮捕した。逮捕されたハリス＝ムーアは、バハマでまず同月13日に不法入国の罪で300ドルの罰金刑を受けた後、犯罪人引渡し条約に則って米国に強制送還された。彼はその後、2011年12月16日にアイランド郡で懲役7年以上の実刑判決を受け、さらに2012年1月27日には連邦地裁により懲役6年6ヶ月の実刑判決を言い渡された。

## 英雄視と映画化
早くから当局に身許を知られながらも大胆に逃げ続け、遅くとも2009年末には銃器を入手していながら一度も殺人を犯さなかったハリス＝ムーアは、インターネット上で若者らからジェシー・ジェイムズやビリー・ザ・キッドなど著名なアウトローに例えて英雄視された。彼の逃走中、Facebookに作られたファンクラブには確認できる限りで最大7万人にのぼる人々が登録して彼を応援したり、彼の顔をデザインしたTシャツが作られたりした。同じ頃、『キャッチ・ミー・イフ・ユー・キャン』を髣髴とさせる彼の逃走劇をハリウッドで映画化したいと言う映画プロデューサーも現われた。米誌「TIME」は2009年末に「今年最も重要な10代の指名手配犯」（America's Most Wanted Teenage Bandit）としてハリス＝ムーアを挙げた。逮捕から一年が経過した2011年8月の時点でも彼の許には毎週200通前後の手紙が届く人気ぶりだったが、一方で彼の犯行によって閉店に追い込まれた店舗の経営者など複雑な心境の被害者も居たとされる。
2011年8月、20世紀フォックスが彼の逃亡生活を映画化する権利を得たと発表された。この合意は拘置中のハリス＝ムーアと数ヶ月の交渉の末に妥結され、その契約金130万ドルは、総額約140万ドルと言われる彼の犯行による被害者たちへの賠償に充てられるという。2012年8月の時点でこの映画は米国の作家Bob Frielの著書を原作とし、ダスティン・ランス・ブラックがハリス＝ムーア本人の協力を得て脚本を担当、監督はデヴィッド・ゴードン・グリーンに代わってロバート・ゼメキスが担当して『Taking Flight: The Hunt for a Young Outlaw』の表題で制作中と伝えられたが、2013年4月にゼメキスがタレントエージェンシーとの契約を解除したため、彼が制作中だった他の作品同様にこの映画の進捗も不透明となった。

## 関連書籍
- Jackson Holtz『Fly, Colton, Fly: The True Story of the Barefoot Bandit』（English）（2011年4月5日、NAL Trade）ISBN 978-0451235084
- Bob Friel『The Barefoot Bandit: The True Tale of Colton Harris-Moore, New American Outlaw』（English）（2012年3月20日、ハイペリオンブックス）ISBN 978-1401324162